# Trichostylum curryi
Trichostylum curryi là một loài ruồi trong họ Tachinidae.